# 美拉坡站
美拉坡站位于马来西亚彭亨州的美拉坡镇，是东海岸线的其中一站。马来亚铁道公司是该车站的主要经营者。

## 主要路线
- 美拉坡至金马士
- 美拉坡至道北